# Pico Guadalupe
El pico Guadalupe es, con 2667 metros, el punto más alto de Texas, en Estados Unidos. Forma parte de la cordillera de la sierra de Guadalupe que son un parque nacional del país y están localizadas en el sureste del estado de Nuevo México y en el oeste de Texas.
El pico puede ser ascendido por una senda hasta la cumbre durante gran parte del año, aunque si bien la nieve puede persistir en invierno y aparecer vientos o tormentas que hacen que el viaje resulte peligroso.

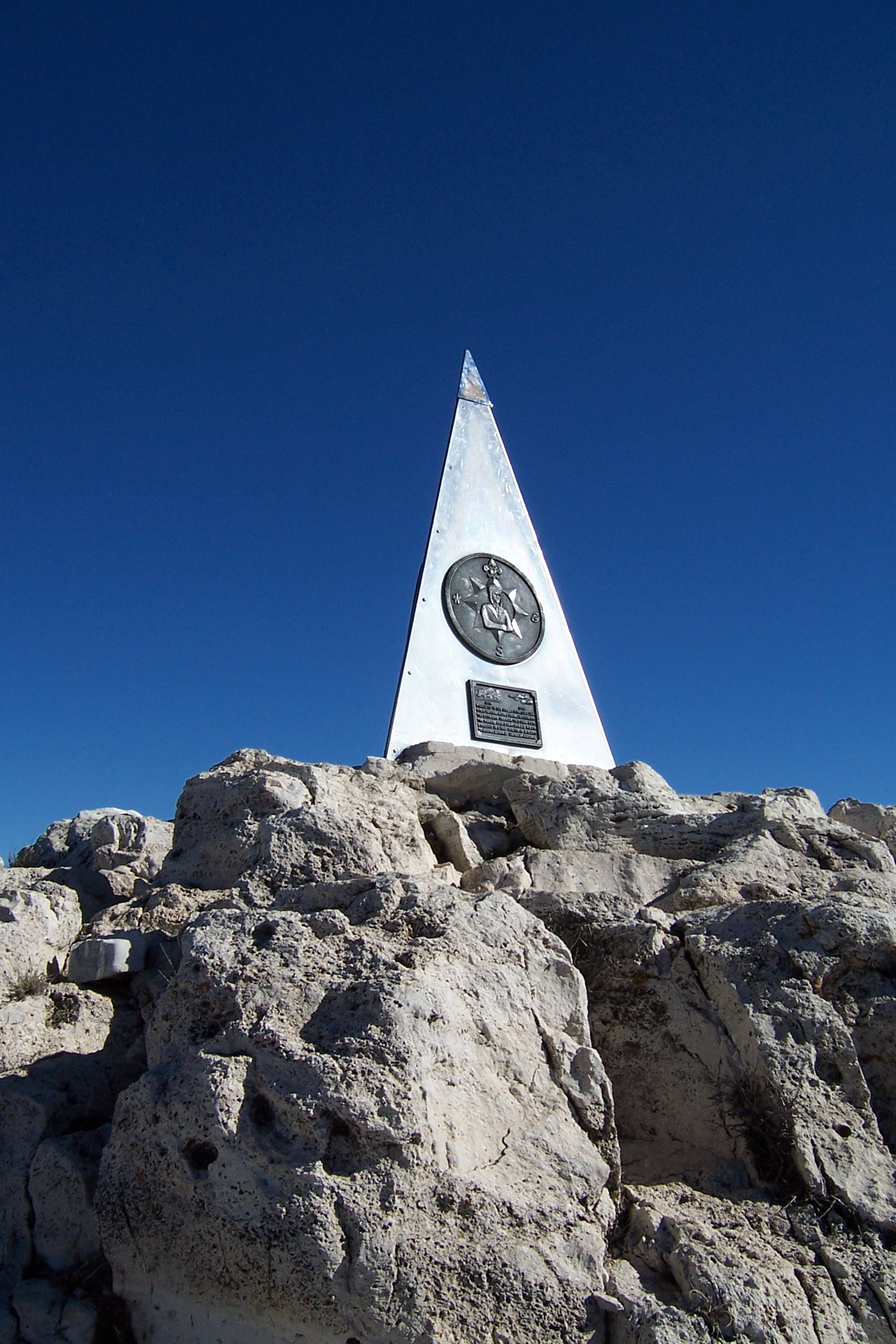
Cima del Pico Guadalupe con la pirámide conmemorativa.

En la cima, la empresa American Airlines levantó un monumento en 1958, en forma de pirámide y forjada en acero inoxidable, para conmemorar el centenario de la implantación de la ruta Oxbow, la cual pasaba por el sur de la montaña. Uno de los lados de la pirámide tiene el logotipo de American Airlines, el segundo lado muestra el del Pony Express para rendir homenaje al servicio postal que cubría la ruta y el tercer lado muestra el logotipo de los Boyscouts de Estados Unidos.
- Datos: Q32793
- Multimedia: Guadalupe Peak / Q32793